# Carlo Grillo
Carlo Grillo (Casale Monferrato, 9 marzo 1919 – Moncalvo, 18 marzo 1990) è stato uno scrittore, poeta e matematico italiano.

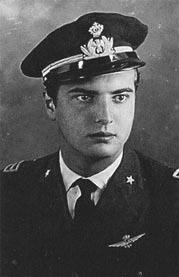
Il conte Carlo Grillo

La sua figura ispirò il personaggio di Poli, protagonista del romanzo Il diavolo sulle colline di Cesare Pavese.

## Biografia
Discendente dai Grillo, antica famiglia genovese (aveva il titolo nobiliare di conte), si laureò in giurisprudenza presso l'Università di Perugia. Nipote del maresciallo d'Italia Ugo Cavallero, Grillo fu tenente pilota durante la Seconda guerra mondiale e combatté contro gli inglesi nei cieli di Malta, meritando tre medaglie d'argento al valor militare. In questo difficile periodo di missioni ad alto rischio, si colloca l'esperienza della cocaina che, inevitabilmente, portò conseguenze nella vita dello scrittore, trascinandolo anche in alcune vicende giudiziarie e scandalistiche.
Nel 1943-1944, tornato al Greppo di Moncalvo, residenza piemontese della famiglia, conobbe lo scrittore Cesare Pavese. I due si incontrarono spesso al vicino santuario di Crea, sviluppando una salda amicizia conclusasi soltanto nel 1950 con la morte di Pavese. Nei suoi soggiorni al Greppo, Pavese ebbe modo di studiare lo straordinario personaggio di Carlo Grillo: i colloqui tra i due furono fittissimi e profondi per analisi introspettiva. Grillo diventò così “Poli”, il personaggio del racconto Il diavolo sulle colline nella trilogia La bella estate. Davide Lajolo ne Il vizio assurdo ricorda quelle che furono forse le ultime parole di Pavese prima del suicidio: “Solo col "diavolo" vorrei fare un ultimo discorso, ma il "diavolo" è partito... e non mi può sentire...”. 
Nel 1950, infatti, Grillo era negli Stati Uniti, dove apprese la notizia della morte di Pavese. A Princeton conobbe e frequentò Albert Einstein al quale sottopose il suo Principio di meccanica numerica. Il celebre fisico si entusiasmò a tal punto che in una conferenza stampa dichiarò: “il conte Grillo è l'unico uomo che possa risolvere il conflitto tra il quantuum e il continuum”. Le teorie di Grillo, soluzione dei problemi sollevati in chiave agonistico-filosofica da Herbert Marcuse, furono pubblicate con il titolo L'uomo cinque e la presidenza del Consiglio dei ministri tradusse la recensione del volume in tutte le lingue, presentando il saggio come "geniale, positivo, serio".
Grillo rimase in America fino al 1953. Rientrato in patria, divise la sua burrascosa esistenza tra Roma e Moncalvo. Qui visse isolato, inteso ad una intensa produzione letteraria. In particolare, ricordiamo Lo sguardo sui numeri ed il Saggio sull'autogestione che si apre con il “Manifesto Homocratico” rivolto alla nuova sensibilità di liberazione in fase di formazione in tutto il mondo e, ribadendo il Terzo Modello, si chiude con la “Dichiarazione di principio” del IV M.E.S.P.E.C.U.S., formato in gran parte dai fisici elettronici del gruppo Lepri, provenienti dall'Università di Roma. Del 1970 è la raccolta di poesie Rocce amiche che racchiude un patrimonio di memorie sullo sfondo dei paesaggi della collina monferrina e contiene numerose liriche dedicate ai personaggi conosciuti e frequentati nella sua vita: da Pavese ad Einstein, da Bertrand Russell ad Eugenio Montale, da Carmelo Bene a Cesare Zavattini.
Romanzo autobiografico fu Il quarto ragazzo, risposta letteraria a Cesare Pavese che impegnò Grillo per anni, attraverso ripetute stesure. In quest'opera, svelando il personaggio Poli, Grillo svela il personaggio Pavese, rispondendo ai suoi perché letterari e poetici e alle sue contraddizioni apparentemente irrisolte. Poli fu il personaggio in cui maggiormente si identificò Pavese, tanto che Lajolo, nella biografia su Pavese, scrive: “quanto c'è di Pavese in Poli e di Poli in Pavese?” “Forse il libro che Grillo, Poli, il quarto ragazzo, ha scritto in risposta a Pavese non vedrà mai la luce. I personaggi di Pavese continuano ad avere un destino tragico”: ed infatti il romanzo, che si può considerare l'ultimo ritratto di Pavese tratteggiato dal suo personaggio, resta ad oggi inedito.
Nel 1984, Grillo accolse al Greppo di Moncalvo una troupe cinematografica per la versione televisiva de Il diavolo sulle colline, prestando la propria consulenza durante le riprese. Poli fu interpretato dall'attore Urbano Barberini per la regia di Vittorio Cottafavi.
Il conte Grillo moriva dopo qualche anno, il 18 marzo 1990. Riposa nel sepolcreto di famiglia a Casale Monferrato.